# Les Garçons du trottoir
Pour plus de détails, voir Fiche technique et Distribution.
Les Garçons du trottoir (גן, Gan) est un film documentaire israélien de Ruthie Shatz et Adi Barash réalisé en 2003.

## Synopsis
Ce documentaire traite d'une amitié entre deux jeunes adolescents prostitués, Nino et Doudou, palestiniens homosexuels qui mènent une vie d'humiliation pour survivre à Tel-Aviv. Le conflit israélo-palestinien demeure en toile de fond du reportage, avec notamment l'élection d'Ariel Sharon.

## Fiche technique
- Titre : Les Garçons du trottoir
- Titre original : גן (Gan)
- Titre anglais : Garden
- Réalisation : Ruthie Shatz et Adi Barash
- Scénario : Ruthie Shatz
- Musique : Uri Frost
- Photographie : Adi Barash
- Montage : Janus Billeskov Jansen
- Production : Adi Barash et Ruthie Shatz
- Société de production : Alter-Ciné, Fig Films, Noga Communications, TVOntario, Yleisradio et Yulari Films
- Pays :  Israël,  Canada et  États-Unis
- Genre : Documentaire
- Durée : 90 minutes
- Dates de sortie : 
  - Israël : 2003